# Краснослободский район (Минская область)
Краснослободский район (бел. Чырвонаслабодскі раён) — административно-территориальная единица в составе Белорусской ССР, существовавшая в 1924—1959 годах. Центр — местечко (с 1938 — городской посёлок) Красная Слобода.
Краснослободский район был образован в 1924 году в составе Слуцкого округа. В 1926 году площадь района составляла 916 км², а население 30,1 тыс. чел. В 1927 году район с ликвидацией Слуцкого округа был передан в Бобруйский округ.
В 1930 году, когда была упразднена окружная система, Краснослободский район перешёл в прямое подчинение БССР. В 1935 году включён в состав вновь образованного Слуцкого округа. При введении областного деления в 1938 году включён в Минскую область. В 1944—1954 годах входил в Бобруйскую область. После ликвидации последней возвращён в Минскую область.
По данным переписи 1939 года, в Краснослободском районе проживало 32 863 человека: 30 724 белоруса (93,5 %), 907 евреев, 857 русских, 212 украинцев, 15 поляков, 148 представителей других национальностей.
По данным на 1 января 1947 года район имел площадь 0,7 тыс. км². В его состав входил городской посёлок Красная Слобода и 11 сельсоветов: Белевичский, Бучатинский, Живоглодовичский, Жилиховский, Замогильский, Октябрьский, Малышевичский, Мокранский (центр — д. Задворье), Семежевский, Смоличский, Чаплицкий.
В августе 1959 года Краснослободский район был упразднён, а его территория разделена между Копыльским, Слуцким и Старобинским районами.